# Кривенська сільська рада (Козівський район)
Криве́нська сільська́ ра́да — адміністративно-територіальна одиниця та орган місцевого самоврядування в Козівському районі Тернопільської області. Адміністративний центр — село Криве.

## Загальні відомості
- Територія ради: 0,215 км²
- Населення ради: 1 433 особи (станом на 2001 рік)
- Територією ради протікає річка Коропець

## Населені пункти
Сільській раді були підпорядковані населені пункти:
- с. Криве
- с. Йосипівка

### Колишні населенні пункти
- х. Корчунок, виключений із облікових даних у зв'язку з переселенням жителів

## Склад ради
Рада складалася з 20 депутатів та голови.
- Голова ради: Тиркало Софія Ігорівна
- Секретар ради: Грисяк Марія Степанівна

### Керівний склад попередніх скликань
| Прізвище, ім'я, по батькові | Основні відомості                                                                     | Дата обрання | Дата звільнення |
| --------------------------- | ------------------------------------------------------------------------------------- | ------------ | --------------- |
| Тиркало Софія Ігорівна      | Сільський голова, 1972 року народження, освіта вища, член Української Народної Партії | 26.03.2006   | 31.10.2010      |
| Тиркало Софія Ігорівна      | Сільський голова, 1972 року народження, освіта вища, позапартійна                     | 31.10.2010   |                 |

Примітка: таблиця складена за даними сайту Верховної Ради України

### Депутати
За результатами місцевих виборів 2010 року депутатами ради стали:

#### За суб'єктами висування
| Суб'єкт висування | Кількість обраних депутатів | %   |
| ----------------- | --------------------------- | --- |
| Самовисування     | 20                          | 100 |

#### За округами
| № округу | Прізвище, ім'я, по батькові  | Дата визнання обраним | Освіта             | Партійна приналежність | Відомості про обраного депутата                                                            |
| -------- | ---------------------------- | --------------------- | ------------------ | ---------------------- | ------------------------------------------------------------------------------------------ |
| 1        | Ткаченко Іван Васильович     | 04.11.2010            | середня спеціальна | позапартійний          | студент                                                                                    |
| 2        | Сташків Володимир Михайлович | 04.11.2010            | середня спеціальна | позапартійний          | тимчасово не працює                                                                        |
| 3        | Цокало Петро Євгенович       | 04.11.2010            | середня спеціальна | позапартійний          | тимчасово не працює                                                                        |
| 4        | Чохрій Тарас Петрович        | 08.09.2013            | вища               | позапартійний          | тимчасово не працює                                                                        |
| 5        | Лаб'як Ігор Ярославович      | 02.09.2012            | незакінчена вища   | позапартійний          | студент                                                                                    |
| 6        | Мещишин Андрій Іванович      | 08.09.2013            | середня спеціальна | позапартійний          | тимчасово не працює                                                                        |
| 7        | Репецький Роман Михайлович   | 23.09.2012            | вища               | позапартійний          | тимчасово не працює                                                                        |
| 8        | Кидонь Петро Петрович        | 04.11.2010            | середня спеціальна | позапартійний          | тимчасово не працює                                                                        |
| 9        | Личак Василь Васильович      | 04.11.2010            | середня спеціальна | позапартійний          | тимчасово не працює                                                                        |
| 10       | Івасів Іван Васильович       | 04.11.2010            | середня            | позапартійний          | тимчасово не працює                                                                        |
| 11       | Питель Назар Богданович      | 08.09.2013            | середня спеціальна | позапартійний          | тимчасово не працює                                                                        |
| 12       | Мищишин Василь Іванович      | 04.11.2010            | середня            | позапартійний          | тимчасово не працює                                                                        |
| 13       | Грисяк Марія Степанівна      | 04.11.2010            | середня            | позапартійна           | С. Криве сільська рада, секретар                                                           |
| 14       | Диня Петро Степанович        | 04.11.2010            | середня            | позапартійний          | тимчасово не працює                                                                        |
| 15       | Шанайда Володимир Ігорович   | 04.11.2010            | середня            | позапартійний          | тимчасово не працює                                                                        |
| 16       | Гурський Тарас Володимирович | 02.09.2012            | незакінчена вища   | позапартійний          | тимчасово не працює                                                                        |
| 17       | Стадник Олег Іванович        | 03.08.2014            | середня спеціальна | позапартійний          | , тимчасово не працює                                                                      |
| 18       | Бучок Юрій Ігорович          | 08.09.2013            | вища               | позапартійний          | Тернопільський коледж економіки, права і освітніх технологій, викладач фізики і астрономії |
| 19       | Пельц Іван Богданович        | 20.10.2014            | незакінчена вища   | позапартійний          | , тимчасово не працює                                                                      |
| 20       | Питель Роман Степанович      | 08.09.2013            | вища               | позапартійний          | тимчасово не працює                                                                        |